# Diözese Chester

Wappen

Die Diözese Chester ist eine Diözese der Church of England in der Province of York. Ihr Sitz ist Chester Cathedral in Chester. Bischof ist seit 2020 Mark Tanner.

## Gebiet
Das Gebiet der Diözese umfasst Cheshire (ohne Nord-Warrington), Metropolitan Borough of Wirral und den größten Teil von Stockport. Suffraganbischöfe haben ihren Sitz in Stockport und Birkenhead. Archidiakonate bestehen in Chester und Macclesfield.

## Geschichte

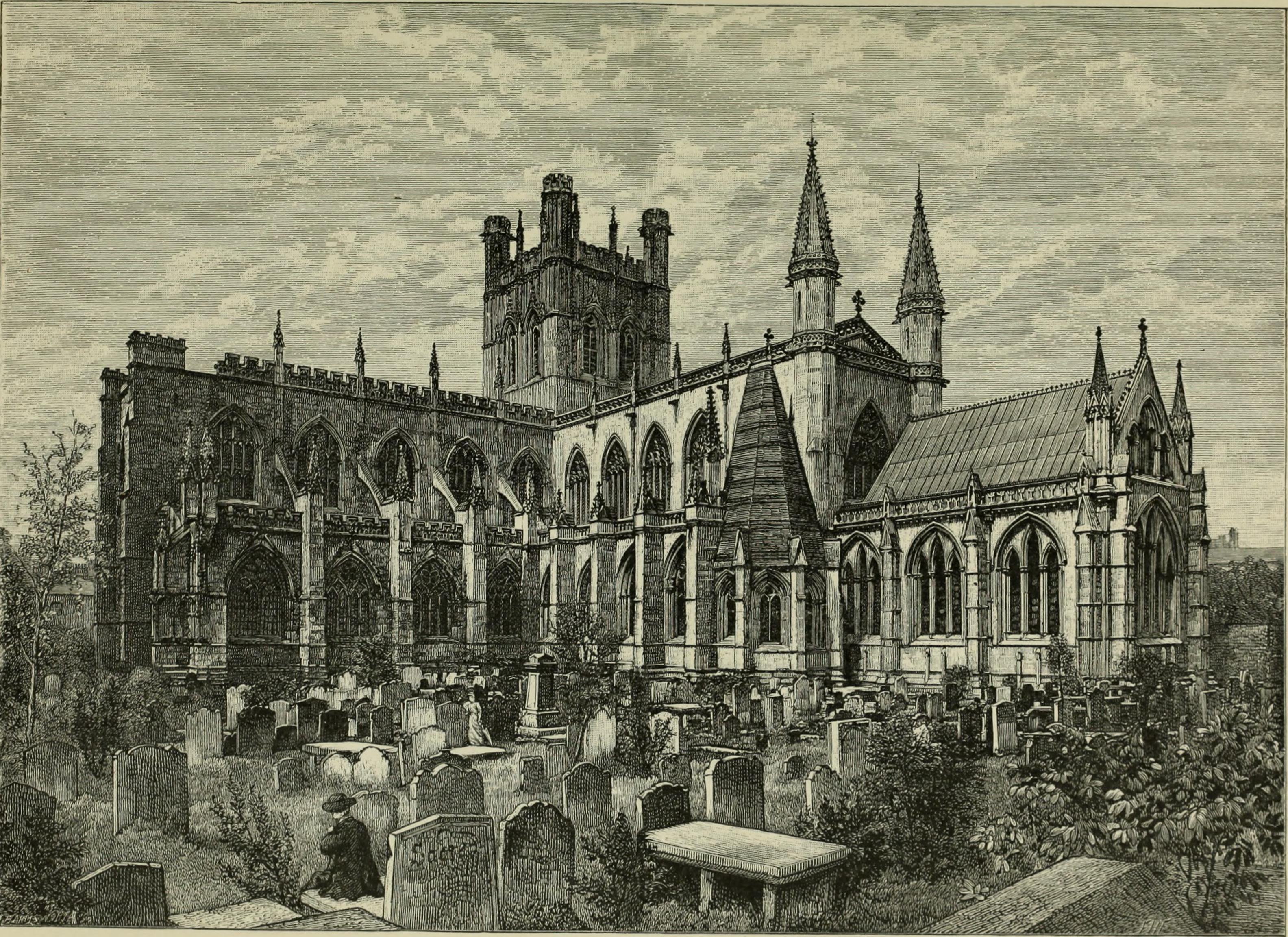
Historische Ansicht der Kathedrale von Chester

Die Stadt Chester war bereits in der Römerzeit (als Castra Deviana) ein wichtiger Ort. Es gibt die Vermutung, dass es bereits zu dieser Zeit eine Basilika in der Stadt gab. Von 1075 bis 1103 war die Stadt Sitz der Diözese Lichfield, die somit zeitweise auch schon als Diözese Chester bezeichnet wurde.
1093 wurde eine Benediktinerabtei gegründet; die ältesten Teile der heutigen Kathedrale stammen aus dieser Abtei. 1538, bei der Auflösung der englischen Klöster durch König Heinrich VIII., wurde die Abtei geschlossen. Die Diözese wurde in der Folge am 4. August 1541 aus dem Archiakonat Chester der Diözese Lichfield gebildet.
1836 gab die Diözese Gebiete an die neu gegründete Diözese Ripon ab. Die Diözese Manchester wurde am 1. September 1847, die Diözese Liverpool am 9. April 1880 von Chester abgetrennt. Schon 1849 bzw. 1856 wurden Gebiete an die Diözesen St Asaph und Carlisle abgetreten.
Der bisherige Bischof, Peter R. Forster, trat 2019 als Altersgründen zurück und konvertierte 2021 zur römisch-katholischen Kirche.  Diözesanbischof ist seit 2020 Mark Tanner.